# Alejo González (Coahuila)
Alejo González es una localidad del estado mexicano de Coahuila. Es parte del municipio de San Pedro.

## Toponimia
El nombre de la localidad rinde homenaje a Alejo González González, general del Ejército Constitucionalista nacido en la cercana población de Guerrero.

## Demografía
| Gráfica de evolución demográfica |
|                                  |

| Censo | Población |
| ----- | --------- |
| 1900  | 563       |
| 1910  | 323       |
| 1921  | 524       |
| 1930  | 407       |
| 1940  | 583       |
| 1950  | 811       |
| 1960  | 893       |
| 1970  | 1 121     |
| 1980  | 1 232     |
| 1990  | 1 149     |
| 2000  | 1 075     |
| 2010  | 1 214     |
| 2020  | 1 145     |